# After the War (Mono-Inc.-Album)
After the War ist das sechste Studioalbum der deutschen Rockband Mono Inc. Es erschien am 17. August 2012 im Rahmen des Summer-Breeze-Festivals und platzierte sich in der ersten Woche nach Veröffentlichung auf Platz 6 der deutschen Albumcharts.

## Entstehung
After the War wurde ebenso wie Viva Hades und Voices of Doom im Hamburger Rimshot-Studio von Sänger Martin Engler produziert.
Aus anfangs 20 Songideen und insgesamt 16 vorproduzierten Stücken wurden am Ende 11 Stücke ausgewählt.

## Titelliste
1. My Worst Enemy
2. No More Fear
3. After the War
4. Wave No Flag
5. Arabia
6. In the End
7. From the Ashes
8. Grown
9. My Songs Wear Black
10. Forever
11. The Long Way Home

## Rezeption
„Mono Inc. zeigen durchweg, dass man aus sämtlichen, altbekannten Zutaten, mit denen Bands wie The Sisters of Mercy, Paradise Lost oder wegen mir auch Linkin Park gearbeitet haben, einen Kuchen backen kann, der nach Massenware schmeckt und reißenden Absatz findet.“

„“After The War” ist ein abwechslungsreiches und gut durchdachtes Album, das beweist, dass der Stempel “Konzeptalbum” auf keinen Fall ein schlechter ist. Dabei gehören MONO INC. zu den wenigen, denen es sogar gelingt, gleich mehrere Alben miteinander zu verknüpfen.“

Das Onlinemagazin Terrorverlag sowie das englische Magazin Reflections of Darkness kritisierten, dass den Songs „etwas mehr Zeit“ sowie dem Album „eine dezente Lockerung am bisherigen Erfolgsrezept“ gut getan hätten.